# 送你一朵小红花
《送你一朵小红花》（英語：A Little Red Flower），2020年12月31日在中国大陆上映的剧情片，导演韩延，主演易烊千玺、刘浩存。

## 剧情
影片讲述一个能“看见未来”的患癌男孩韦一航（易烊千玺饰），遇见了一个相信“平行世界”的患癌女孩马小远（刘浩存饰），围绕两个抗癌家庭的两组生活轨迹展开，讲述了一个温情的现实故事，思考和直面了每一个普通人都会面临的终极问题——想象死亡随时可能到来，我们唯一要做的就是爱和珍惜。

## 创作过程
“创作这个故事的念头是从几年前拍摄《滚蛋吧！肿瘤君》时就开始的，“导演兼编剧韩延表示《滚蛋吧！肿瘤君》上映半年后就有了创作‘生命三部曲’的想法。
关于剧本创作，“小红花是我这几年积累而来的作品，剧本初稿是我自己写的”，导演韩延坦言一直对与生命课题相关的人物故事很感兴趣。谈及片名“送你一朵小红花”，则表示小时候没得过“小红花”，那时候没觉得拿“小红花”是一件重要的事情，现在觉得，成年人更需要这种形式的鼓励。
2020年6月12日正式开机拍摄，于2020年9月杀青。

## 演出
| 名字     | 角色   | 备注                       |
| -------- | ------ | -------------------------- |
| 易烊千玺 | 韦一航 | 患癌男孩                   |
| 刘浩存   | 马小远 | 患癌女孩                   |
| 朱媛媛   | 陶慧   | 韦一航妈妈，公司职员       |
| 高亚麟   | 韦江   | 韦一航爸爸，机关干部       |
| 夏雨     | 老马   | 马小远爸爸，修车店老板     |
| 岳云鹏   | 吴晓昧 | 癌症病友群群主，假发店老板 |

## 曲目
| 曲序 | 曲目                         |        | 作曲   | 歌手   |
| ---- | ---------------------------- | ------ | ------ | ------ |
| 1.   | 《送你一朵小红花》（主题曲） | 赵英俊 | 赵英俊 | 赵英俊 |

2021年2月3日，本片同名主题曲的词曲创作者和演唱者赵英俊因癌症在北京离世，享年43岁。他在世时公众从未得知他患癌的消息，离世后人们才知道他是吃止疼药在家录制了这首人生的最后一首作品。

## 上映
2020年8月24日，片方公布正式海报，宣布12月31日元旦前一天上映。12月1日，片方公布“珍惜”版正式预告片。

## 票房
《送你一朵小红花》预售成为影院复工后2020年度映前总预售票房第一，预售人次也超过500万。同时以2.8亿的票房成绩，拿下2020年元旦档票房冠军。
上映十天，《送你一朵小红花》累计票房已达10.47亿元，成为中国影史第79部票房突破10亿元的作品。截止2020年1月14日，电影票房已超11亿，蝉联周票房冠军，连续15天日票房冠军。
| 上一届： 《拆弹专家2》 | 2020年中国内地一周票房冠军 第52週 | 下一届： 《送你一朵小红花》 |

| 上一届： 《送你一朵小红花》 | 2021年中国内地一周票房冠军 第1-3週 | 下一届： 《大红包》 |

## 获奖情况
| 年份 | 頒獎典禮                             | 獎項                   | 獲提名                             | 結果 |
| ---- | ------------------------------------ | ---------------------- | ---------------------------------- | ---- |
| 2021 | 第30届华鼎奖                         | 最佳影片               | 《送你一朵小红花》                 | 提名 |
| 2021 | 第30届华鼎奖                         | 最佳男主角             | 易烊千玺                           | 提名 |
| 2021 | 第30届华鼎奖                         | 最佳男配角             | 高亚麟                             | 獲獎 |
| 2021 | 第30届华鼎奖                         | 最佳新锐演员           | 刘浩存                             | 獲獎 |
| 2021 | 第34届中国电影金鸡奖                 | 最佳导演               | 韩延                               | 提名 |
| 2021 | 第34届中国电影金鸡奖                 | 最佳男主角             | 易烊千玺                           | 提名 |
| 2021 | 第34届中国电影金鸡奖                 | 最佳女主角             | 刘浩存                             | 提名 |
| 2021 | 第34届中国电影金鸡奖                 | 最佳摄影               | 钟锐                               | 提名 |
| 2022 | 第36届大众电影百花奖                 | 最佳影片               | 《送你一朵小红花》                 | 提名 |
| 2023 | 第19屆中國電影華表獎                 | 优秀故事片             | 《送你一朵小红花》                 | 獲獎 |
| 2023 | 第19屆中國電影華表獎                 | 優秀電影音樂           | 赵英俊                             | 提名 |
| 2024 | 中国电影导演协会2020年至2023年度表彰 | 年度电影（2020年度）   | 《送你一朵小红花》                 | 提名 |
| 2024 | 中国电影导演协会2020年至2023年度表彰 | 年度导演（2020年度）   | 韩延                               | 提名 |
| 2024 | 中国电影导演协会2020年至2023年度表彰 | 年度编剧（2020年度）   | 韩延、韩今谅、贾佳薇、于勇敢、李晗 | 提名 |
| 2024 | 中国电影导演协会2020年至2023年度表彰 | 年度女演员（2020年度） | 朱媛媛                             | 提名 |

## 抄襲爭議
《送你一朵小红花》被质疑桥段模仿《星运里的错》，網友將兩部影片相似的地方給羅列出來。首先就是劇情主線路的相似，還有幾個橋段的安排還有具體細節比較像。其後網友更扒出《送你一朵小红花》从籌備之初就是《星运里的错》翻拍項目，2016年主創團隊翻拍立項，到名为《初恋无可救药》项目的延续，（即原备案），而《初恋无可救药》以及《小红花》，更与《星运里的错》（翻拍）有千丝万缕的联系。福斯总裁证实了《星运里的错》在中国的翻拍项目因為被迪士尼收購，令合作計劃告吹，其后並没有再授权。于勇敢（于彦琳）在《星运里的错》和《小红花》都擔任编剧，小红花核心创意和项目参与制作人员一样，主創團隊相同，劇情主線、橋段安排相似下明顯抄考。在種種「巧合」底下，《送你一朵小紅花》卻掛着「原創」的名銜。 
在《小红花》被质疑抄袭之后，有网友发表在不同论坛上相关内容的帖子也被莫名其妙刪除，理由也是五花八门。《小红花》是否抄袭还未可知。易烊千璽主演的作品已經不是首次捲入抄襲風波，《少年的你》同樣發生過抄襲問題。

## 外部连接
- 豆瓣电影上《送你一朵小红花》的資料 （简体中文）
- 时光网上《送你一朵小红花》的資料（简体中文）
- 互联网电影数据库（IMDb）上《送你一朵小红花》的资料（英文）